# Djibouti vid världsmästerskapen i simsport 2022
Djibouti tävlade vid världsmästerskapen i simsport 2022 i Budapest i Ungern mellan den 17 juni och 3 juli 2022. Djibouti hade en trupp på två idrottare.

## Simning
Herrar
| Idrottare              | Gren               | Heat            | Heat            | Semifinal        | Semifinal        | Final            | Final            |
| Idrottare              | Gren               | Tid             | Placering       | Tid              | Placering        | Tid              | Placering        |
| ---------------------- | ------------------ | --------------- | --------------- | ---------------- | ---------------- | ---------------- | ---------------- |
| Daoud Ali Haroun       | 50 meter bröstsim  | 39,58           | 56              | Gick inte vidare | Gick inte vidare | Gick inte vidare | Gick inte vidare |
| Daoud Ali Haroun       | 100 meter bröstsim | Diskvalificerad | Diskvalificerad | Gick inte vidare | Gick inte vidare | Gick inte vidare | Gick inte vidare |
| Houmed Houssein Barkat | 50 meter frisim    | 27,05           | 81              | Gick inte vidare | Gick inte vidare | Gick inte vidare | Gick inte vidare |
| Houmed Houssein Barkat | 50 meter fjärilsim | 29,57           | 68              | Gick inte vidare | Gick inte vidare | Gick inte vidare | Gick inte vidare |